# خانه رسول بقایی
خانه رسول بقایی مربوط به دوره صفوی است و در اصفهان، محله جویباره، خیابان آرامگاه واقع شده و این اثر در تاریخ ۲۹ شهریور ۱۳۵۳ با شمارهٔ ثبت ۹۹۸ به‌عنوان یکی از آثار ملی ایران به ثبت رسیده‌است.